# 아돌프 히틀러의 권력 장악

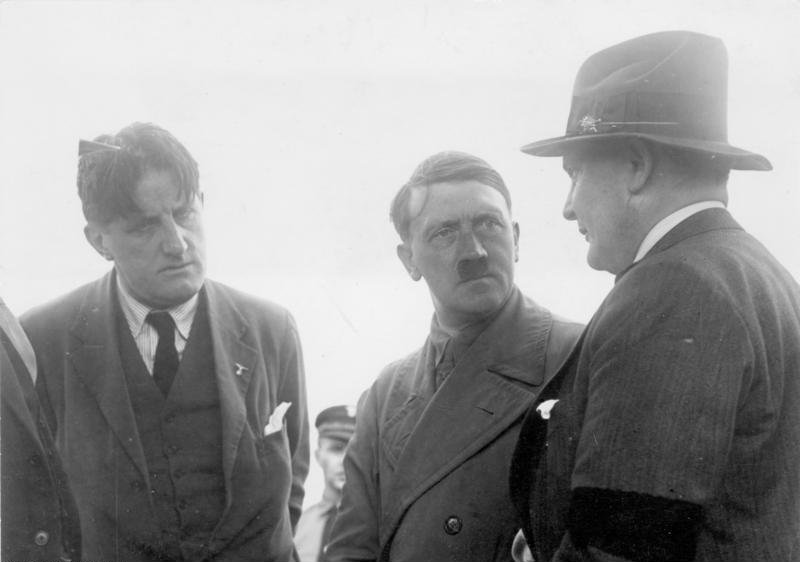
1932년 6월 21일, 에른스트 한프스타엔글, 헤르만 괴링과 대화를 나누고 있는 히틀러의 모습.

아돌프 히틀러의 권력 장악은 1919년 9월 바이마르 공화국에서 아돌프 히틀러가 독일 노동자당(DAP)에 가입하면서 시작되었다. 히틀러는 가입 초기부터 두각을 나타냈으며 당에서 높은 자리에 오를 수 있었다. 그는 결국 당에서 가장 힘을 가진 인사로서 당을 떠나겠다고 위협하는 연설을 한 후 당의 지도자가 되었다.
1920년 독일 노동자당의 이름은 국가사회주의 독일 노동자당(Nationalsozialistische Deutsche Arbeiterpartei – NSDAP, 약칭 나치당)으로 바뀌었으며, 이 이름에는 히틀러가 독일의 좌파 노동자들을 끌어들이기 위한 의도가 담겨 있다. 나치당은 우익 정당이었음에도 불구하고, 처음에는 반자본주의적, 반부르주아지적인 요소를 가지고 있었다. 히틀러는 나중에 이러한 요소들을 제거하고 나치당의 친기업적 입장을 강조했다. 1922년까지 히틀러가 집권한 나치당은 어떠한 도전도 받지 않았다. 1923년, 히틀러와 그의 지지자들은 바이에른에서 쿠데타를 시도했으며, 이는 나중에 맥주홀 반란이라는 이름이 붙여졌다. 그러나 이 쿠데타는 실패했으며, 탈출한 히틀러는 체포되어 재판을 받았다. 이 재판에서 히틀러는 국가적인 명성을 얻었기 때문에, 이 재판은 그에게는 위장된 축복이었다고 여겨진다. 히틀러는 5년의 징역형을 선고받았지만, 8개월만에 풀려났다. 징역 기간 동안 히틀러는 국가 사회주의의 편람이 된 《나의 투쟁》을 썼다. 이후 히틀러는 전략을 바꿔 합법적이고 민주적인 수단을 통해 권력을 장악하기로 결심했다.
새로운 유명인으로서 히틀러는 맹렬한 캠페인을 시작했다. 1920년대에 히틀러와 나치당은 반공주의, 반유대주의, 국수주의로 구성된 이념을 내세웠다. 나치당의 지도자들은 집권한 민주 정부와 베르사유 조약을 비판하면서 독일을 세계 강대국으로 만들려는 시도를 주장했다. 당시 대부분의 독일인들은 미국의 도스 플랜의 영향으로 독일 경제가 대부분 회복되기 시작했기 때문에 히틀러와 나치당의 주장에 무관심했다. 1929년 월스트리트 대폭락으로 인해 미국의 독일에 대한 경제적 지원이 중단되었으며, 이는 독일의 정치 환경에 극적인 변화를 주었다. 대공황은 독일 경제를 멈추게 만들었으며, 이는 정치를 더욱 양극화시켰다. 히틀러와 나치당은 이 위기를 이용하여 집권 정부를 크게 비난했다. 독일 공산당의 장악을 두려워한 기업가들은 나치당을 지지하기 시작했다. 이에 힘입어 히틀러는 1932년 독일 대통령 선거에 출마하여 파울 폰 힌덴부르크 다음으로 2위를 기록했으며, 1932년 7월 나치당은 독일 의회에서 과반수는 차지하지 못했지만 가장 큰 정당이 되었다. 1933년은 히틀러와 나치당에게 중요한 해였다. 전통적으로 국가 의회에서 가장 많은 의석을 차지한 당의 지도자가 총리로 임명되었지만, 힌덴부르크 대통령은 히틀러를 총리로 임명하는 것에 대해 회의적이었다. 그러나 기업가, 힌덴부르크의 아들, 프란츠 폰 파펜, 그리고 히틀러와의 여러 밀실 협상 끝에 히틀러를 독일의 새 총리로 임명하였다. 이 때의 히틀러는 총리였지만 완전한 독재자는 아니었다.
나치당 독재의 기초는 국가의회 의사당 화재 사건으로 마련되었다. 히틀러는 화재의 배후에 공산주의자들이 있다고 주장하면서 힌덴부르크에게 독일 시민의 자유와 권리를 제한하는 국가의회 화재 법령을 통과시키도록 설득했다. 이 법령이 통과된 이후부터 히틀러는 이 법을 정치적 반대파들을 제거하는 데에 사용했으며, 히틀러에게 이 법령만은 부족했기에 1933년 전권 위임법을 통과시켰다. 전권 위임법은 독일 정부가 개인의 권리를 무시할 수 있도록 하는 권한을 부여했다. 또한 총리에게 의회의 감독 없이 법을 통과시키고 집행할 수 있는 비상 권한을 부여했다. 히틀러는 전권 위임법이 통과된 이후 4월부터 사실상 독재 권력을 쥐고 이를 이용해 공산주의자들과 기타 정치적 반대파들을 위해 최초의 나치 강제 수용소를 다하우에 건설하는 것을 명령했다. 히틀러의 완전한 집권은 1934년 8월 힌덴부르크 대통령이 사망한 뒤에 실현되었으며, 히틀러는 총리직과 대통령직을 통합하여 독일의 유일한 지도자인 총통(Führer)이 되었다.

## 같이 보기
- 바이마르 공화국의 준군사조직

### 참조주
1. ↑  Matthew Fitzpatrick; A. Dirk Moses (2018년 8월 20일). “Nazism, socialism and the falsification of history”. 《ABC Religion & Ethics》 (오스트레일리아 영어). 2023년 2월 7일에 확인함.
2. ↑  Mitcham, Samuel W. (1996). Why Hitler?: The Genesis of the Nazi Reich. Westport, Connecticut: Praeger. p. 68. ISBN 978-0-275-95485-7
3. ↑  U.S. State Dept., "The Dawes Plan".

### 참고 문헌
- Bendersky, Joseph W. (2007). 《A Concise History of Nazi Germany》. Lanham, MD: Rowman & Littlefield. ISBN 978-0-74255-363-7.
- Bracher, Karl Dietrich (1991). 《The German Dictatorship: The Origins, Structure, and Consequences of National Socialism》. Penguin History Series. Penguin. ISBN 978-0-14-013724-8.
- Brown, Archie (2009). 《The Rise and Fall of Communism》. New York: HarperCollins. ISBN 978-0-06-113879-9.
- Bullock, Alan (1991) [1962]. 《Hitler: A Study in Tyranny》. New York; London: Harper Perennial. ISBN 978-1-56852-036-0.
- Burleigh, Michael (2000). 《The Third Reich: A New History》. New York: Hill and Wang. ISBN 978-0-8090-9326-7.
- Campbell, Bruce (1998). 《The SA Generals and The Rise of Nazism》. University Press of Kentucky. ISBN 978-0-8131-2047-8.
- Evans, Richard J. (2003). 《The Coming of the Third Reich》. New York; Toronto: Penguin. ISBN 978-0-14-303469-8.
- Evans, Richard J. (2005). 《Das Dritte Reich – Aufstieg》 [The Coming Of The Third Reich] (독일어). Deutscher Taschenbuch Verlag. ISBN 978-3-423-34191-2.
- Frei, Norbert (1983). “Machtergreifung – Anmerkungen zu einem historischen Begriff” [Machtergreifung – Notes on a historical term] (PDF). 《Vierteljahrshefte für Zeitgeschichte》 (독일어) (31): 136–145.
- Fulbrook, Mary (1991). 《The Fontana History of Germany: 1918–1990: The Divided Nation》. Fontana Press.
- Fulda, Bernhard (2009). 《Press and Politics in the Weimar Republic》. Oxford: Oxford University Press. ISBN 978-0-19-954778-4.
- Hamann, Brigitte (2010). 《Hitler's Vienna: A Portrait of the Tyrant as a Young Man》. Tauris Parke. ISBN 978-1-84885-277-8.
- Hatfield, Douglas W. (1981). “Kulturkampf: The Relationship of Church and State and the Failure of German Political Reform”. 《Journal of Church and State》 23 (3): 465–484. doi:10.1093/jcs/23.3.465. JSTOR 23916757.
- Hett, Benjamin Carter (2018). 《The Death of Democracy: Hitler's Rise to Power and the Downfall of the Weimar Republic》. New York: St. Martin's Griffin. ISBN 978-1-250-21086-9.
- Hitler, Adolf (1999) [1925]. 《Mein Kampf》. New York: Houghton Mifflin. ISBN 978-0-395-92503-4.
- Hoffmann, Peter (1977). 《The History of the German Resistance, 1933–1945》. Cambridge, MA: MIT Press. ISBN 978-0-26208-088-0.
- Hoffmann, Peter (2000). 《Hitler's Personal Security: Protecting the Führer 1921–1945》. Da Capo Press. ISBN 978-0-30680-947-7.
- IMT at Nuremberg (1945–1946). “Nazi Conspiracy and Aggression Volume 2, Chapter XVI, Part 9”. 《Yale Law School – The Avalon Project》. Washington, DC: U.S. Government Printing Office. 2021년 5월 13일에 확인함.
- Kershaw, Ian (1999) [1998]. 《Hitler: 1889–1936: Hubris》. New York: W.W. Norton & Company. ISBN 978-0-393-04671-7.
- Kershaw, Ian (2008). 《Hitler: A Biography》. New York: W.W. Norton & Company. ISBN 978-0-393-06757-6.
- Kershaw, Ian (2012). 《Making Friends with Hitler: Lord Londonderry and Britain's Road to War》. New York: Penguin. ISBN 978-0-241-95921-3.
- King, Gary; Rosen, Ori; Tanner, Martin; Wagner, Alexander F. (December 2008). “Ordinary Economic Voting Behavior in the Extraordinary Election of Adolf Hitler” (PDF). 《The Journal of Economic History》 68 (4): 951–996. doi:10.1017/S0022050708000788. ISSN 0022-0507. JSTOR 40056466. S2CID 154749270. – Replication data
  - Summarized by: “Who Voted for Hitler?”. 《The Wilson Quarterly》. Summer 2009.
- Koehl, Robert (2004). 《The SS: A History 1919–45》. Stroud: Tempus. ISBN 978-0-75242-559-7.
- Kolb, Eberhard (2005) [1984]. 《The Weimar Republic》. London; New York: Routledge. ISBN 978-0-415-34441-8.
- Lepage, Jean-Denis G.G. (2008). 《Hitler Youth, 1922–1945: An Illustrated History》. Jefferson, NC; London: McFarland & Co. ISBN 978-0-7864-3935-5.
- Liebmann, George (2008). 《Diplomacy Between the Wars: Five Diplomats and the Shaping of the Modern World》. I.B Tauris. ISBN 978-0-85771-211-0.
- Manvell, Roger; Fraenkel, Heinrich (2011) [1962]. 《Goering: The Rise and Fall of the Notorious Nazi Leader》. London: Skyhorse. ISBN 978-1-61608-109-6.
- Mitchell, Otis C. (2013). 《Hitler's Stormtroopers and the Attack on the German Republic, 1919–1933》. McFarland. ISBN 978-0-7864-7729-6.
- Mühlberger, Detlef (2004). 《Hitler's Voice: Nazi Ideology and Propaganda》 2. Oxford, UK: Peter Lang. ISBN 978-0-8204-5909-7.
- Nesbit, Roy Conyers; van Acker, Georges (2011) [1999]. 《The Flight of Rudolf Hess: Myths and Reality》. Stroud: History Press. ISBN 978-0-7509-4757-2.
- Nicholls, A.J. (2000). 《Weimar and the Rise of Hitler》. London: Palgrave MacMillan. ISBN 978-0-312-23351-8.
- Read, Anthony (2004). 《The Devil's Disciples: Hitler's Inner Circle》. New York: Norton. ISBN 978-0-393-04800-1.
- Shirer, William L. (1960). 《The Rise and Fall of the Third Reich》. New York: Simon & Schuster. ISBN 978-0-671-62420-0.
- Siemens, Daniel (2013). 《The Making of a Nazi Hero: The Murder and Myth of Horst Wessel》. I.B.Tauris. ISBN 978-0-85773-313-9.
- Siemens, Daniel (2017). 《Stormtroopers: A New History of Hitler's Brownshirts》. New Haven and London: Yale University Press. ISBN 978-0-30019-681-8.
- Stachura, Peter D. (1975). 《Nazi Youth in the Weimar Republic》. CLIO Books. ISBN 978-0-87436-198-8.
- Stachura, Peter D., 편집. (2015) [First published in 1983 by Allen & Unwin]. 〈Introduction: Weimar National Socialism and Historians〉. 《The Nazi Machtergreifung》. Routledge. ISBN 978-1-315-75554-0.
- Staff (1989). 《Shadows of the Dictators: AD 1925–50》. Amsterdam: Time-Life Books. ISBN 978-0-7054-0990-2.
- Staff (1934년 7월 2일). “Germany: Second Revolution?”. 《Time》. 2008년 4월 17일에 원본 문서에서 보존된 문서. 2013년 5월 13일에 확인함.
- Thacker, Toby (2010) [2009]. 《Joseph Goebbels: Life and Death》. New York: Palgrave Macmillan. ISBN 978-0-230-27866-0.
- Toland, John (1976). 《Adolf Hitler》. New York: Doubleday & Company. ISBN 978-0-385-03724-2.
- Turner, Henry Ashby (1969). “Big Business and the Rise of Hitler”. 《The American Historical Review》 75 (1): 56–70. doi:10.2307/1841917. ISSN 0002-8762. JSTOR 1841917.
- Ullrich, Volker (2016). 《Hitler: Ascent, 1889-1939》. Knopf Doubleday Publishing Group. ISBN 978-0-385-35439-4.
- Ulrich, Volker (2017). “Ruhig abwarten! (26 January 2017)” [Calmly wait!]. 《Die Zeit Online》.
- U.S. State Dept., Office of the Historian. “Milestones: 1921–1936: The Dawes Plan, the Young Plan, German Reparations, and Inter-allied War Debts Office of the Historian”. 《US. State Department – Office of the Historian》. 2022년 1월 12일에 확인함.
- Weale, Adrian (2010). 《The SS: A New History》. London: Little, Brown. ISBN 978-1-4087-0304-5.
- Winkler, Heinrich August (2015). 《The Age of Catastrophe: A History of the West, 1914–1945》. New haven and London: Yale University Press. ISBN 978-0-30020-489-6.
- Zentner, Christian; Bedürftig, Friedemann (1997) [1991]. 《The Encyclopedia of the Third Reich》. New York: Da Capo Press. ISBN 978-0-3068079-3-0.

### 추가 문헌
- 〈Franz von Papen〉. 《Britannica.com》. 2014년 1월 2일에 확인함.
- Galofré-Vilà, G., Meissner, C., McKee, M., & Stuckler, D. (2021). "Austerity and the Rise of the Nazi Party." The Journal of Economic History.
- “'Why I became a Nazi': Essays from 1934 highlight women's role in the rise of Hitler”. 《Scroll.in》. 2020년 4월 23일. – Digitized biograms available here